# Nowa Karczma (Korne)
Nowa Karczma (kaszb. Nowô Karczma, niem. Neukrug, dawniej Grüner Krug) – część wsi Korne w Polsce, położona w województwie pomorskim, w powiecie kościerskim, w gminie Kościerzyna, przy drodze krajowej nr 20 ze Stargardu do Gdyni. Wchodzi w skład sołectwa Korne. 
W latach 1975–1998 Nowa Karczma administracyjnie należała do województwa gdańskiego.
W sąsiedztwie Nowej Karczmy znajdują się lasy i jeziora (na wschodzie: Garczyn i Wieprznickie, na północy: Borowe, Wielkie Długie i Gostomskie).